# Funktionsanalyse (matematik)
 For alternative betydninger, se Funktionsanalyse. (Se også artikler, som begynder med Funktionsanalyse)
Funktionsanalyse er inden for matematik en undersøgelse af en række egenskaber ved en matematisk funktion, ofte ud fra funktionens forskrift. Sådanne opgaver er almindelige i gymnasiets og hf-kursernes matematikundervisning, da de involverer en række matematiske discipliner såsom løsning af ligninger og uligheder, samt differentialregning og bestemmelse af grænseværdier.

## Funktionsanalysens forskellige punkter
Funktionsanalyser udarbejdes oftest ud fra en fast "skabelon" der fastlægger hvad der skal bestemmes omkring den analyserede funktion. Her følger nogle almindeligt forekommende analysepunkter:

### Definitionsmængde
Set fra et "rent" matematisk synspunkt går denne del af funktionsanalysen ud på at finde de uafhængige værdier {\displaystyle x}, hvortil man kan beregne en afhængig værdi af funktionen {\displaystyle f(x)}: I nogle tilfælde vil visse værdier for {\displaystyle x} som giver anledning til problemer, for eksempel division med nul eller uddragning af logaritmen til et ikke-positivt tal, når man prøver at beregne funktionsværdien.
For at bestemme funktionens definitionsmængde må man undersøge funktionsforskriften for "potentelle problemer" med divisorer (nævnere i brøker) der kan give nul, eller forskrifter der er sammensat af funktioner, hvis definitionsmængder ikke omfatter alle reelle tal, og derefter opstille og løse ligninger eller uligheder for at finde de tal der således ikke kan indgå i den analyserede funktions definitionsmængde.
I nogle tilfælde repræsenterer den uafhængige variabel et eller andet fysisk fænomen, som i sig selv har en "definitionsmængde": Hvis {\displaystyle x} eksempelvis repræsenterer et antal personer, kan man rimeligvis "begrænse" definitionsmængden til heltal.

### Værdimængde
Funktionens værdimængde er mængden af samtlige de afhængige værdier er kan "komme ud" af den analyserede funktion: Bestemmelsen heraf hænger sammen med bestemmelsen af definitionsmængden, monotoniforholdene og eventuelle asymptoter, og er ofte et af de sidste af de egenskaber man beregner i funktionsanalysen.
- I nogle tilfælde, for eksempel eksponentialfunktioner, er der en vandret asymptote som sætter en nedre, og lige netop "uopnåelig" grænse for værdimængden.
- Omvendt kan mange funktioner give anledning til uendeligt store, positive og/eller negative funktionsværdier, hvilket giver et ubegrænset interval som værdimængde.
- I atter andre tilfælde skifter monotoniforholdende ved en bestemt værdi, og giver anledning til et maksimum eller minimum: Hvis sådan et ekstremum viser sig at være globalt, har funktionens definitionsmængde en enten øvre eller nedre grænse som ikke er uendelig stor, og denne grænse beregnes ved at indsætte det {\displaystyle x} hvor monotoni-skiftet sker

### Skæring med koordinatsystemets akser
Tegner man funktionens graf ind i et koordinatsystem, forekommer det at denne graf vil skære akserne i koordinatsystemet, og denne del af funktionsanalysen handler om at bestemme præcis hvor dette i givet fald sker.
- Skæring med den akse hvorpå den afhængige værdi ("resultatet") af funktionen "udmåles" (almindeligvis y-aksen) bestemmes ved at indsætte 0 som den uafhængige værdi ("x").
- Skæring med x-aksen (og evt. z-aksen for tredimensionelle systemer) bestemmes ved at sætte funktionsforskriften lig med nul: Det giver en ligning, som man derefter løser med hensyn til den uafhængige værdi, og løsningsmængden giver derefter de værdier hvor grafen skærer aksen.

```
Et eksempel kan være y=-x+1=0 dvs at x=1-y
På x aksen er y=0 og kan derfor uden videre fjernes i denne sammenhæng.
Dvs x=1
```

### Monotoniforhold
Funktionens monotoniforhold "inddeler" definitionsmængden i et antal intervaller, indenfor hvilke funktionen er "monoton", dvs. udelukkende vokser eller udelukkende aftager. I funktionsanalyser beregner man ofte de præcise værdier for den uafhængige variabel på de steder hvor funktionen skifter fra at være voksende til at være aftagende eller omvendt. Her ud fra kan man fastslå hvor funktionen eventuelt har lokale eller globale ekstrema.
Givet funktionsforskriften indebærer dette at man finder funktionens differentialkvotient: Denne vil være positiv overalt hvor funktionen er voksende, og negativ overalt hvor den er aftagende, så ved at søge efter de steder hvor differentialkvotienten er lig nul, får man de ovenfor omtalte "skillepunkter". I nogle tilfælde vil differentialkvotienten have forskellige fortegn på hver sin "side" af de(t) fundne skillepunkt(er), og i så fald har man fundet et ekstremum. I andre tilfælde har differentialkvotienten samme fortegn på begge sider af et skillepunkt, og så er der tale om et saddelpunkt.

### Asymptoter
Asymptoter er rette linjer som funktionens graf vil nærme sig, men aldrig helt "nå", efterhånden som den uafhængige variabel går mod bestemte værdier der ikke indgår i definitionsmængden, herunder plus eller minus uendelig. Ud fra grænseværdien af funktionsforskriften kan man fastslå om funktionen har sådanne asymptoter
- Lodrette asymptoter skal søges omkring værdier der ikke indgår i definitionsmængden, typisk som en konsekvens af at de medføre en division med nul: Omkring disse asymptoter er grænseværdien plus eller minus uendelig.
- Vandrette asymptoter viser sig som endelige, konstante grænseværdier der ikke afhænger af den uafhængige variabel.
- Skrå asymptoter afsløres af at funktionens grænseværdi er en lineær funktion.